# Mesophractias
Mesophractias is een geslacht van vlinders van de familie uilen (Noctuidae), uit de onderfamilie Acontiinae.

## Soorten
- M. alstoni Hampson, 1907
- M. falcatalis Hampson, 1894